# Žitkovci
Žitkovci (węg. Zsitkóc) – wieś w gminie Dobrovnik położona blisko granicy z Węgrami w większości zamieszkana przez ludność węgierską. W 2002 roku liczyła 142 mieszkańców.
We wsi pod adresem Žitkovci 34 ma swoją siedzibę klub sportowy NK Žitkovci.
W centrum wsi widnieje tablica ku pamięci węgierskiego akademika oraz męża stanu Ferenca Deáka.